# Balenduxt
Balenduxt ou Balendoukht (IVe siècle) est une princesse sassanide et une reine d'Ibérie.
Fille putative de l'empereur sassanide de Perse Hormizd III, Balendoukht est mariée dans sa jeunesse vers 459 au roi d'Ibérie Vakhtang Ier Gorgassal. Elle est offerte en vue d'une réconciliation politique entre le royaume d'Ibérie, allié de Byzance, et l'Empire sassanide de Perse. C'est tout ce qu'on sait sur elle. Veuf, son mari se remarie avec Hélène, parente (fille ?) de l'empereur de Byzance Zénon.
Elle a eu de Vakhtang Ier un fils unique :
- Vatché II, roi d'Ibérie.